# Edvárd
Az Edvárd germán (az Edward angolszász eredetű férfinév magyar változata, jelentése birtok, vagyon + őrzés, védelem. Női párja: Edvarda.

## Képzett és rokon nevek
- Eduárd:[1] az Edvárd német alakváltozata.[2]

## Gyakorisága
Az 1990-es években az Edvárd és az Eduárd szórványos név, a 2000-es években nem szerepelnek a 100 leggyakoribb férfinév között.

## Névnapok
Edvárd, Eduárd
- január 5.
- március 18.[2]
- október 13.[2]

## Idegen nyelvű változatok
- angol: Edward, Eddie
- cseh, észt, horvát, holland, német, román, szerb, szlovák: Eduard
- finn: Eetu
- francia: Édouard
- izlandi: Eðvarður
- ír: Eadbhárd
- latin: Eduardus
- lengyel: Edward
- norvég, svéd: Edvard
- olasz: Edoardo
- orosz: Эдуард (Eduard)
- portugál: Duarte
- spanyol: Eduardo

## Fiktív személyek
- Edward Elric, a Fullmetal Alchemist c. animesorozat és manga központi szereplője
- Edward Rochester, Jane Eyre szeretője az azonos című novellában.
- Edward Wong Hau Pepelu Tivrusky IV, a Cowboy Bebop című anime egyik karaktere
- Ed, Edd és Eddy, az azonos című rajzfilm mindhárom főszereplője
- Edward Cullen, Sthephenie Meyer Twilight sagájából
- Eddie, azaz Ed, the 'Ead, az Iron Maiden együttes kabalafigurája

## Híres Edvárdok, Eduárdok

### Híres Eduárdok

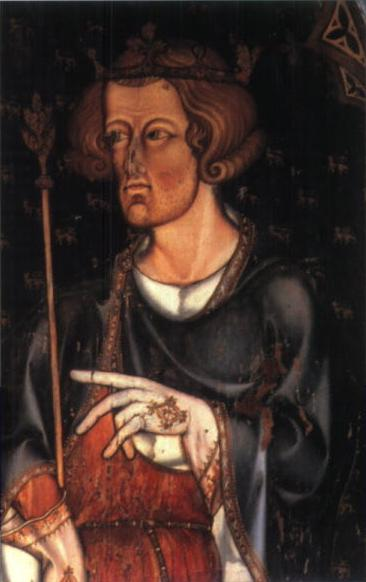
I. Eduárd, A walesi bárdok „Edvárd királya”

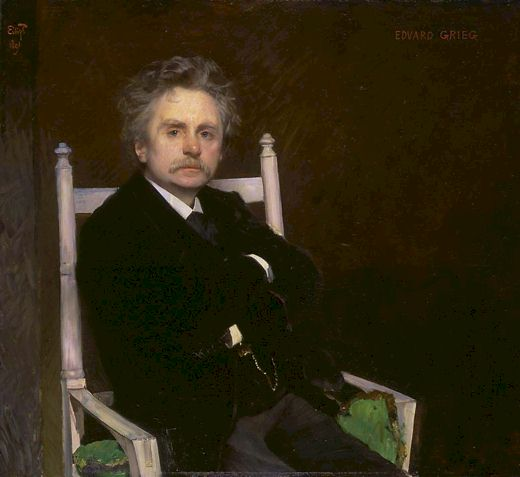
Edvard Grieg

Óangol királyok
- Idősebb Eduárd (I. Eadweard)
- Szent Eduárd (II. Eadweard)
- Hitvalló Eduárd (III. Eadweard)

Angol királyok
- I. Eduárd
- II. Eduárd
- III. Eduárd
- IV. Eduárd
- V. Eduárd
- VI. Eduárd
- VII. Eduárd
- VIII. Eduárd

A brit királyi család tagjai
- Eduárd wessexi gróf

### Híres Eddie-k, Eduardok, Eduardók, Edvardok, Edwardok
- Edward Albee amerikai író
- Edvard Beneš cseh politikus
- Eduard Albert Bielz erdélyi szász természettudós, történész
- Eduard von Böhm-Ermolli osztrák katona
- Edward G. Robinson amerikai filmszínész
- Edvard Grieg norvég zeneszerző
- Eduard Mörike német költő
- Edward Mulhare ír színész
- Edvard Munch norvég festő
- Eddie Murphy amerikai filmszínész
- Edward Norton amerikai színész
- Eduardo Noriega spanyol színész
- Eduard Vilde észt író